# Sul concetto di ironia in riferimento costante a Socrate
Sul concetto di ironia in riferimento costante a Socrate (in danese: Om Begrebet Ironi med stadigt Hensyn til Socrates) è un'opera del filosofo danese Søren Kierkegaard basata sulla tesi universitaria con cui l'autore ha dissertato il dottorato in filosofia, riveduta prima della pubblicazione a proprie spese presso P.G. Philipsen Forlag il 16 settembre del 1841.
L'argomento dell'opera ruota attorno alla figura di Socrate, studiata attraverso le opere di Senofonte, Aristofane e Platone, e sul concetto di ironia.
Considerata solo come tesi, l'opera è stata vista per molto tempo quale marginale rispetto alla filosofia di Kierkegaard, ma più recentemente, sulla base anche delle questioni legate alle opere pseudonime e alla distinzione tra comunicazione indiretta e diretta, viene studiata come sorta di premessa alle opere maggiori.

## Struttura dei capitoli
- Parte prima. Il punto di vista di Socrate interpretato come ironia
  - Introduzione
  - I. Possibilità dell'interpretazione
  - II. Realtà dell'interpretazione
  - III. Necessità dell'interpretazione
  - Appendice. L'interpretazione hegeliana di Socrate
- Parte seconda. Sul concetto di ironia
  - Introduzione
  - Considerazioni orientative
  - Il valore storico-universale dell'ironia. L'ironia di Socrate
  - L'ironia dopo Fichte[3]
  - L'ironia come momento dominato. La verità dell'ironia

## Contenuto
Il teologo danese esordisce affermando chiaramente l'intenzione di voler indagare le vicende della vita socratica tramite l'analisi delle opere di Senofonte, Platone e Aristofane. Dopo aver messo a confronto le descrizioni della vita socratica effettuate rispettivamente da parte di Senofonte e di Platone, perviene alla conclusione per la quale, alla stessa stregua in cui «il Vangelo di Giovanni coglie soprattutto la [...] natura superiore e il [...] carattere immediatamente divino [del Cristo], allo stesso modo, anche il Socrate platonico ha un significato ideale assai più alto di quello senofonteo». Definisce inoltre le tre interpretazioni come rispettivamente la «storica pura e semplice», l’«ideale» e la «comica». Perviene inoltre alla conclusione per la quale l'esistenza socratica fosse essenzialmente pregna di ironia. A testimonianza di tale asserzione, ad esempio, la stessa morte di Socrate, ne è un chiaro esempio: in quale modo, infatti, lo Stato ateniese crede di poter infliggere una punizione all'imputato quando per quest'ultimo la morte non ha alcun valore?
Come chiosa Paolo Impara, in effetti, l'ironia socratica si situerebbe a metà tra la banale rappresentazione realista di matrice senofontea, e quella idealista di matrice platonica.
Nella sezione dedicata all'interpretazione hegeliana di Socrate, si perviene alla conclusione per la quale Socrate possa essere considerato il «fondatore della morale», in quanto quest'ultimo fu in grado di far sì che i cittadini ateniesi potessero agire in maniera virtuosamente corretta, non per timore di ricevere una punizione, bensì per aver dato ascolto alla loro singola, individuale coscienza. Ulteriore merito conseguito da parte del maestro ateniese nell'interpretazione hegeliana fu quello di aver condotto gli uomini dalla realtà alla idealità, nel medesimo modo in cui il traghettatore di anime Caronte riusciva a condurre le anime dei mortali prive di qualsivoglia orpello e bene al «regno sotterraneo delle ombre».
Nella sezione dedicata allo studio dell'ironia in sé, dopo averne effettuato una approfondita descrizione, il filosofo danese sostiene che durante i cosiddetti «punti di svolta della storia», emergono due movimenti ai quali abbiamo la possibilità di assistere: il primo è costituito dal far «venire in luce il nuovo», mentre il secondo è costituito dal «soppiantare il vecchio»; per poter mettere in atto codesti cambiamenti, urge la necessità dell'azione di tre figure fondamentali, le quali vengono identificate rispettivamente nell'«individuo profetico», nell'«eroe tragico» e infine nell'«ironista». Anche lo stesso Socrate aveva individuato i germi della decadenza nella società a lui contemporanea, e – pertanto – usufruendo dell'affilata arma dell'ironia, operò il cambiamento storico che voleva apportare.
Nella sezione in cui viene analizzata la cosiddetta ironia post-fichtiana, Kierkegaard ci informa del fatto che il grande errore commesso da Hegel consistette nel fatto di aver identificato l'ironia con quella decadente di matrice romantica. Il filosofo tedesco non si rese inoltre conto del fatto che il movimento effettuato da Socrate consistette principalmente nel giungere all'idealità tramite il concreto, e non viceversa.

## Edizioni
- (DA)  Om Begrebet Ironi med stadigt Hensyn til Socrates, in Samlede Værker, a cura di Anders Bjørn Drachmann, Johan Ludvig Heiberg e Hans Ostenfeldt Lange, Copenaghen: Gyldendal, 1920-36, vol. XIII (1930), pp. 101–428.
- Sul concetto di ironia in riferimento costante a Socrate, trad. e premessa di Dario Borso, Milano: Guerini e Associati, Milano 1991; Rizzoli, 1995 ISBN 978-88-17-17020-8.